# Ровито
Ровѝто (на италиански: Rovito, на местен диалект Ruvìto, Рувиту) е малко градче и община в Южна Италия, провинция Козенца, регион Калабрия. Разположено е на 744 m надморска височина. Населението на общината е 3213 души (към 2010 г.).